# Plopu
Plopu est une commune roumaine du județ de Prahova, dans la région historique de Valachie et dans la région de développement du Sud.

## Géographie
La commune de Plopu est située dans le centre du județ, à la limite entre la plaine valaque et les collines du piémont des Carpates, à 12 km au nord-est de Ploiești, le chef-lieu du județ.
La municipalité est composée des quatre villages suivants (population en 1992) :
- Gâlmeia (244) ;
- Ilârsa (274) ;
- Nisipoasa (803)
- Plopu (1 012), siège de la commune.

## Politique
Le Conseil Municipal de Plopu compte 11 sièges de conseillers municipaux. À l'issue des élections municipales de juin 2008, Gheorghe Predoiu (PNL) a été élu maire de la commune.
| Parti                                                | Nombre de conseillers |
| ---------------------------------------------------- | --------------------- |
| Parti national libéral (PNL)                         | 4                     |
| Parti de la Nouvelle Génération - Chrétien-démocrate | 3                     |
| Parti démocrate-libéral (PD-L)                       | 2                     |
| Parti social-démocrate (PSD)                         | 2                     |

## Religions
En 2002, la composition religieuse de la commune était la suivante :
- Chrétiens orthodoxes, 98,08 % ;
- Chrétiens évangéliques, 1,40 % ;
- Adventistes du septième jour, 0,46 %.

## Démographie
En 2002, la commune comptait 2 344 Roumains, soit la totalité de la population. On comptait à cette date 864 ménages et 1 115 logements.
| 1992  | 2002  | 2007  |
| ----- | ----- | ----- |
| 2 333 | 2 344 | 2 381 |

## Économie
L'économie de la commune repose sur l'agriculture (vergers) et l'apiculture.

## Communications

### Routes
La route régionale DJ102E se dirige vers Bucov et Ploiești au sud-ouest et vers Iordăcheanu au nord-est tandis que la DJ232 mène à Boldești-Scăeni à l'est.

## Lieux et monuments
- Plopu, église en bois des Sts Athanase et Cyrille (Sfânții Atanasie și Chiril) du XIXe siècle[7]